# Chimérismus

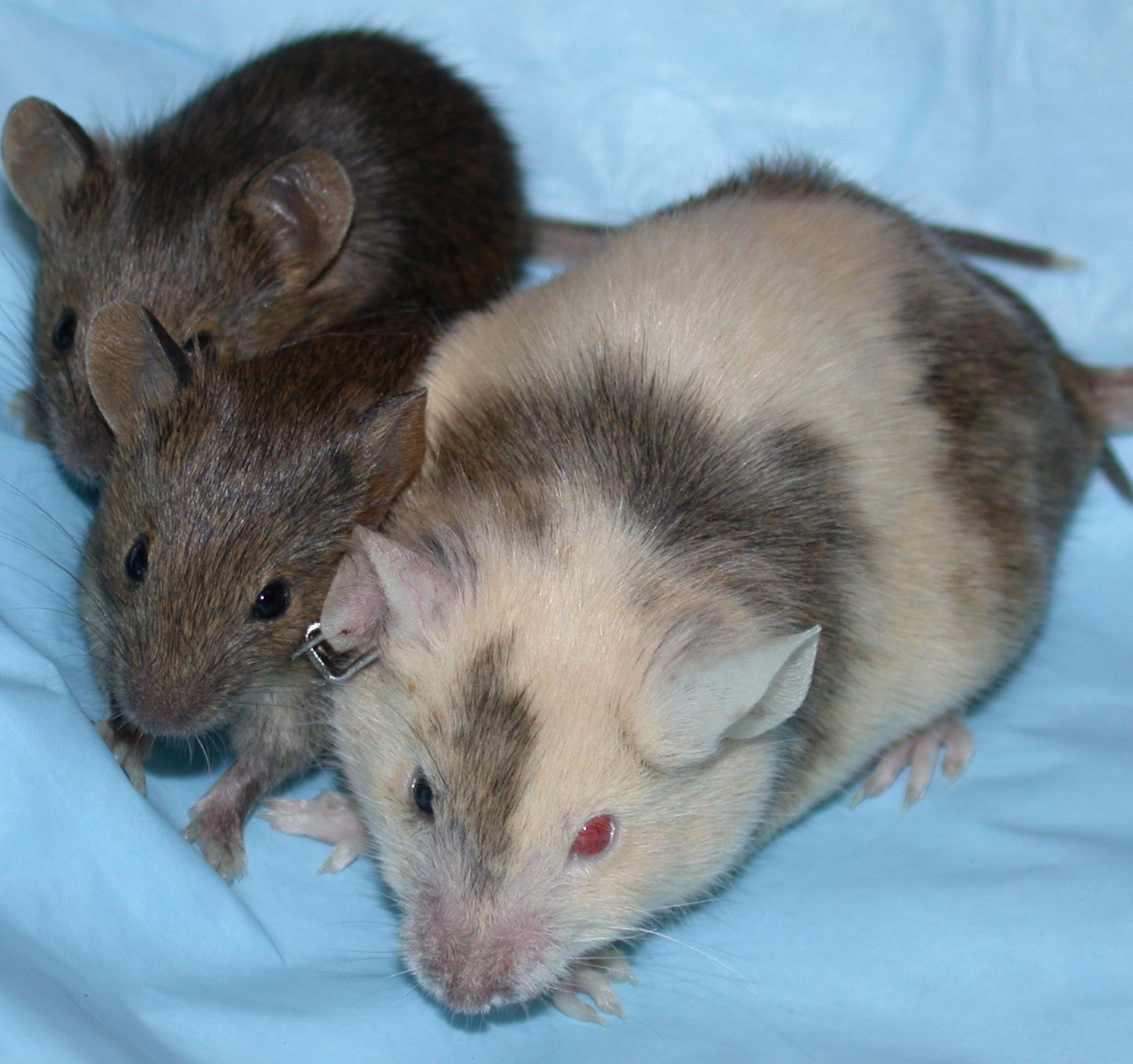
Myš chiméra (patrné to je na nepravidelném zbarvení pokožky) a její potomci

Chimérismus je stav, kdy se v jednom těle vyskytují dvě buněčné populace, každá od jiného jedince. Tyto populace se liší geneticky či dokonce pohlavím. Takový jedinec se nazývá chiméra. V těchto případech je porušeno jinak železné pravidlo, že celé tělo živočichů se vyvíjí z jedné buňky (zygoty).
Význam chimérismu je objevován až v poslední době. Vyjma siamských dvojčat se při jeho vzniku uplatňují i další jevy. Dokonce i u člověka jsou popisovány případy, kdy je lidské tělo chimérou dvou embryí (dvojčat), které spolu sdílely dělohu a následně splynuly. Tato „dvojčata“, z nichž jedno se nenarodilo, přitom vůbec nemusí být jednovaječná a dokonce mohou mít různé otce. Jindy může být zdrojem cizích buněk zásah člověka (transplantace či krevní transfúze) nebo infekční rakovina.
Speciálním případem je mikrochimérismus, který vzniká nejčastěji kolonizací těla matky buňkami dítěte (nebo naopak).

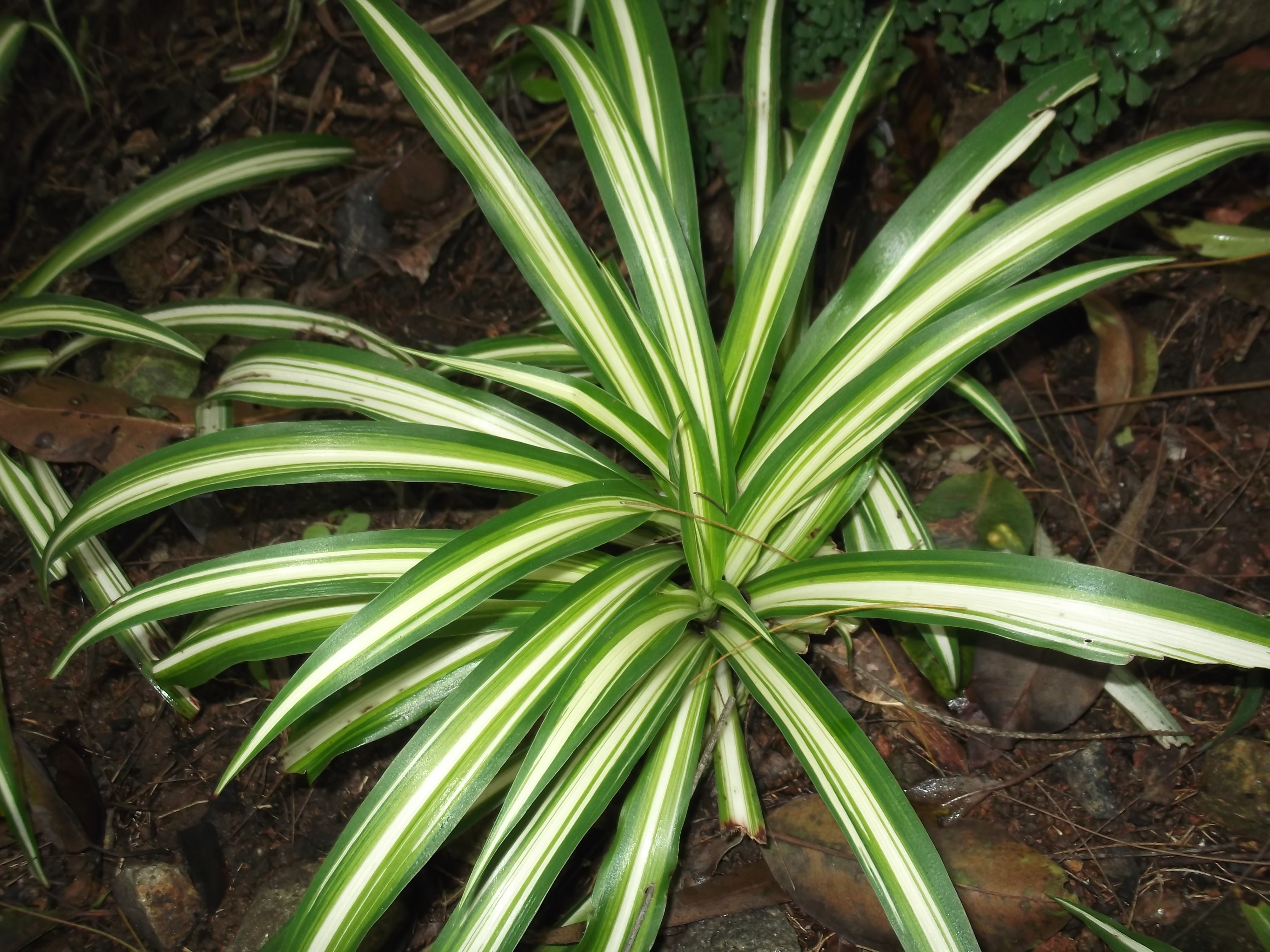
Chlorophyttum comosum 'Variegatum'

## Chimérismus u rostlin
U rostlin mohou chiméry vznikat podobně jako u živočichů při splývání a dělení rodičovských buněk, tak, jako je tomu u polyploidie, během nejranějších fází vývoje zárodku. Tyto chiméry jsou nazývány chiméry chromozomální.  Chromozomální chiméry se odlišují od původního jedince různými vrstvami chromozomů, absencí některých a smísením nebo přidáním jiných.
Chimérismus u rostlin se někdy morfologicky projevuje jako fasciace tkání, variegace nebo listová mozaika, která se objevuje i třeba jen na části celé rostliny.

### Chiméry meristémů
V tkáních chiméry často vznikají v růstových vrcholech rostlin. Některé buňky prochází genetickou změnou vyvolanou prorůstáním geneticky různých tkání, napadením virem, mutagenním zářením nebo jinými vlivy, například chemickými teratogeny. Část tkáně vznikající v chimérách po částečné mutaci rostliny pak například není schopna tvoření chlorofylu. Rostlinné tkáně mají však do určité míry schopnost kompenzovat změny, například ve velikosti buněk v sousedních vrstvách a celek tkáně tak není často funkčně poškozen, rostlina se vyvíjí dále i s geneticky poškozenou částí tkáně.

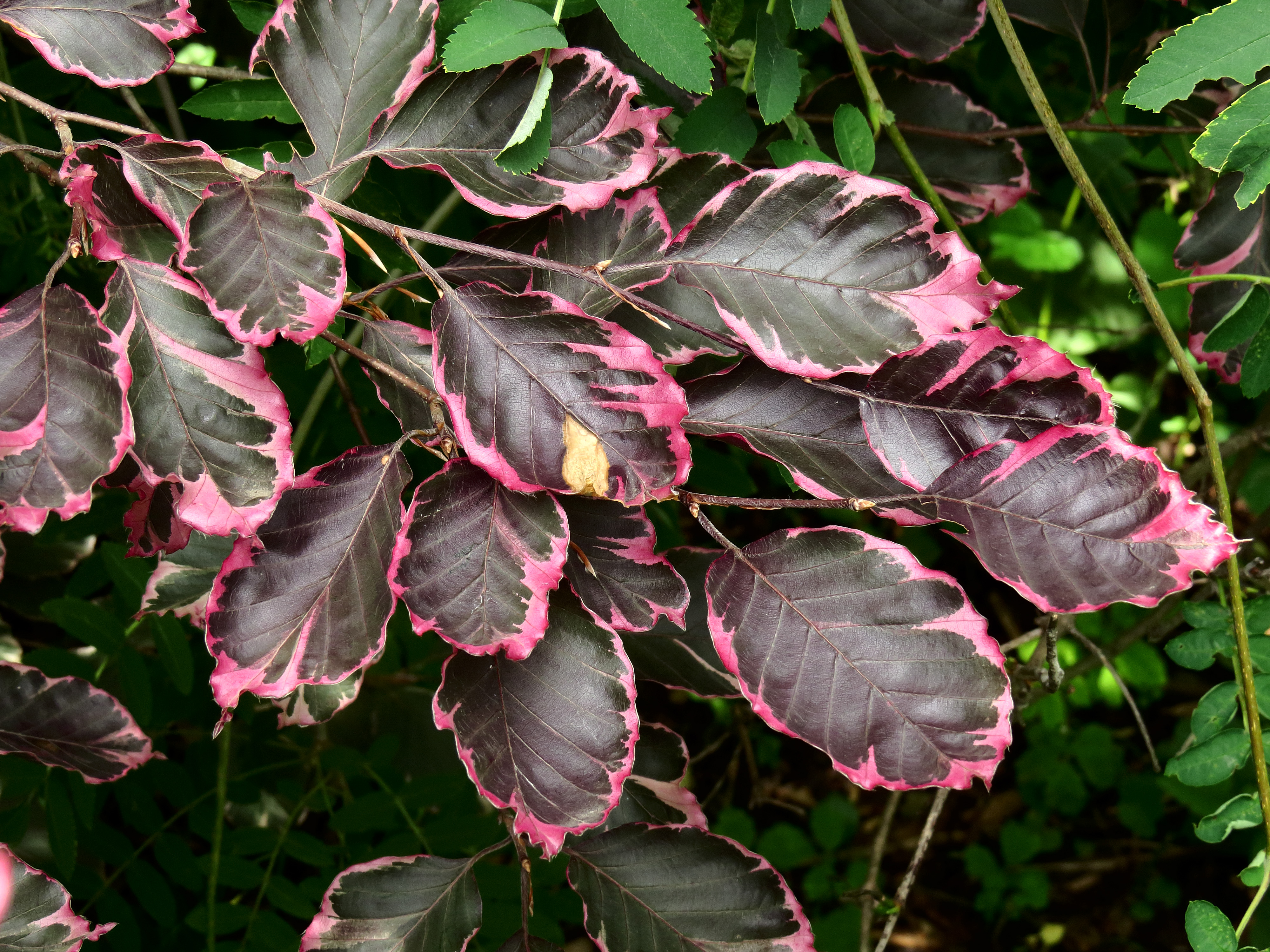
buk Fagus sylvatica 'Purpurea Tricolor'

Další vývoj chiméry ovlivňuje především způsob a intenzita dělení zmutované tkáně. Ta může spoluvytvářet části orgánů a celé orgány, nebo se nešířit vůbec. Pokud je však zmutovaná buňka umístěna v blízkosti růstového vrcholu dělí se a spoluvytváří části rostliny.
Výzkum který se zabýval chimérismem rozděluje chiméry meristémů u rostlin z tohoto pohledu na tři druhy:

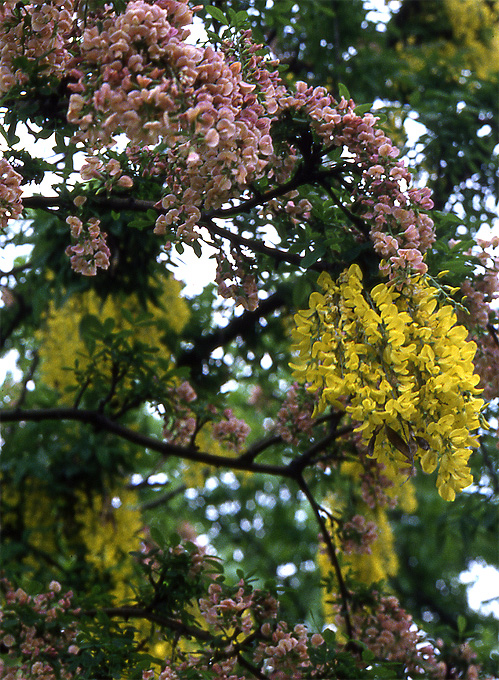
+Laburnocytisus 'Adamii'

- Periklinální meristémové chiméry
- Meriklinální meristémové chiméry
- Sektorové chiméry

Periklinální meristémové chiméry jsou považovány za nejstabilnější tkáňové chiméry, které má smysl šířit vegetativním množením. Dělivý meristém obsahuje jednu celou vrstvu, která je geneticky odlišná od zbytku meristému (zelenec Chlorophytum comosum 'Variegatum'). Chiméra se může vyskytovat jen u části rostliny, takže množením částí, která není chimérou je získána původní odrůda (u beztrnné ostružiny 'Thornfree' kořenové řízky tvoří otrněné jedince).
U meriklinální meristémové chiméry tvoří změněné buňky jen část jedné vrstvy u dělivé tkáně. Část rostliny je tedy chimérou a část je nezměněna. Takže je například změněna jen část listu.
Sektorové chiméry jsou nestabilní a mohou vést k tvorbě celých organel, které jsou chimérami a jiných, jenž vůbec nejsou změněny, v závislosti na tkáni na růstovém vrcholu. U sektorové chiméry změna zasahuje více vrstev tkání než jen jednu.
Pečlivým pozorováním vzoru zbarvení u dvouděložných rostlin lze odhadnout způsob tvorby chiméry v růstových pletivech u daného jedince, ale úplnou jistotu může dát pouze laboratorní vyšetření. 

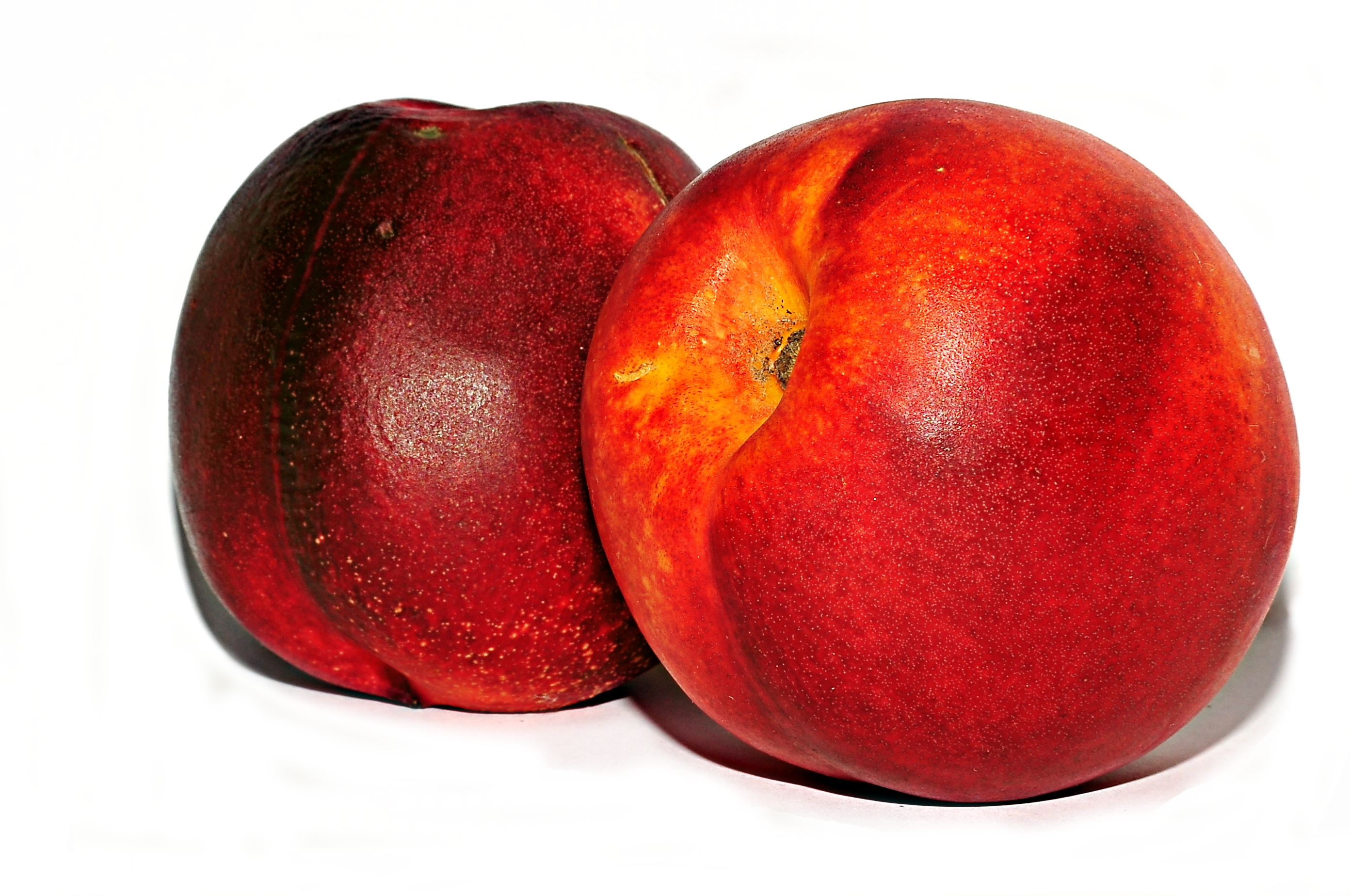
Nektarinky.

### Projevy chimér u rostlin
Kromě pestrolistosti je známým projevem chimér se změnami epidermální tkáně beztrnnost ostružin nebo lysost u broskvoní (nektarinky), různobarevné vzory na některých kultivarech květin. Chiméry na úrovni polyploidie, například tetraploidy, vedou k zvětšení velikosti plodů.

### Chiméry vzniklé transplantací tkáně

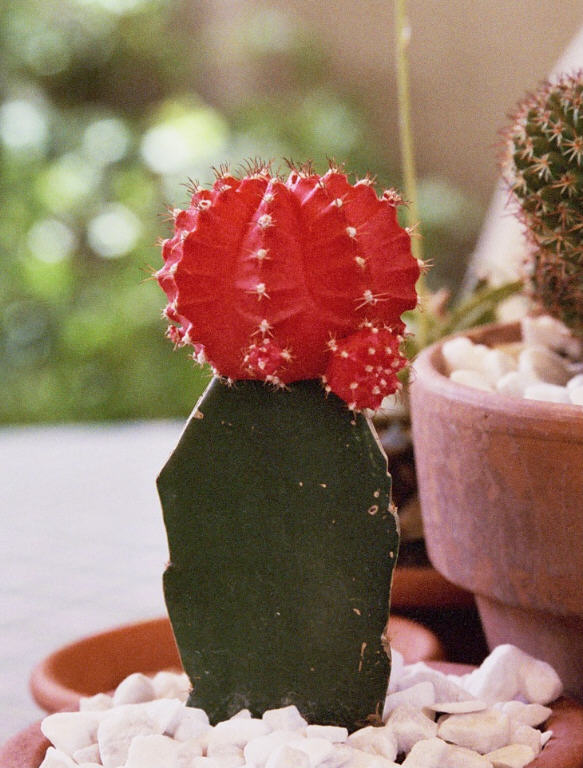
Gymnocalicium mihanowichii 'Hibotan'

U rostlin je člověkem často chimérismus uměle vytvářen při roubování nebo štěpování, srůstáním částí tkání v rámci jedince. Buňky podnože mohou pronikat do štěpu či roubu a obráceně, ale obvykle tkáně pouze vzájemně srůstají a podílí se funkcemi na stavbě rostliny. V různých částech rostliny takto vzniklého celku se mohou vyvíjet části původem z odlišných jedinců, takže mohou být na jedné rostlině organely dvou a více různých druhů.
Bezchlorofylové formy kaktusu Gymnocalycium mihanovichii cv. „Hibotan“ jsou zářivě červené. Jsou roubovány na zelenou podnož, která dodává roubu asimiláty. Podobně jsou prodávány ovocné dřeviny s naroubovanými více odrůdami.

### Množení chimér
Množení chimér je možné vegetativně, ale u meriklimálních a sektorových chimér může dojít k odběru části tkáně bez změněných buněk, tedy původní rostliny. U mnoha dalších odrůd je třeba množit chiméry k zachování vlastností výhradně vrcholovými výhony.

### Ekonomický význam
Náhodně vzniklé chiméry zelené a bezchlorofylové formy rostlin jsou někdy ceněny a pěstovány pro svůj bizarní vzhled, jako např. Myrtillocalycium cv. POLYP Archivováno 10. 1. 2013 na Wayback Machine.
Pro ekonomiku v zahradnictví má velký význam šíření roubovanců a očkovanců, nejen zvláštní nebo dekorativní vzhled meristémových chimér. V minulosti se jako jeden z prvních pěstováním a vytvářením chimér (polygenetických kříženců) s cílem získat rostliny s lepšími ekonomickými vlastnostmi nebo odolností zabýval v SSSR ovocnář Ivan Vladimirovič Mičurin.

## Chimérismus u živočichů
Chimérismus se může vyskytovat nejen u rostlin, ale i u živočichů a dokonce i běžně u člověka. K takovému stavu může dojít několika možnými způsoby – např. při těhotenství v podobě fetálně-maternálního mikrochimérismus nebo při transfúzi či transplantaci v podobě potransplantačního chimérismu; také je možné, že se jedinec už jako chiméra narodí a v takovém případě mluvíme o tzv. tetragametickém chimérismu.

### Tetragametický chimérismus
Tetragametický chimérismus je stav, kdy se v jednom organismu nachází genetická informace pocházející ze čtyř gamet, tedy dvou zygot, a standardně vzniká při oplození dvou vajíček dvěma spermiemi a následným splynutím těchto buněk. Tento typ chimérismu je vrozený. Podle toho, jak moc jsou genetické linie promíchané a exprimované v různých orgánech a tkáních se mohou důsledky pro jedince lišit. Projevy zahrnují většinou pohlavní soustavu – jedinec může být v extrémních případech hermafroditem. Také se projevují v krevních buňkách a na kůži.

### Fetálně-maternální mikrochimérismus
Fetálně-maternální mikrochimérismus popisuje stav, kdy se v těle matky a plodu nachází navzájem jejich buňky, které tam v malém množství vycestovaly skrze placentální bariéru. Může se stát, že do těla plodu jsou od matky přeneseny nejen jeho buňky, ale také buňky jeho předchozích sourozenců nebo dokonce plodů, které matka před ním potratila.